# Их было десять (роман)
«Их было десять» — приключенческий и военный роман Хайнца Г. Конзалика 1979 года, действие которого происходит в Советском Союзе в предпоследний год Второй мировой войны.
Сюжет романа — отчаянная попытка группы немецких диверсантов, заброшенных на парашютах в советский тыл в предпоследний год войны, совершить покушение на Сталина. В основе сюжета лежат реальные диверсионные операции, которые планировала и осуществляла организация «Цеппелин» (в том числе заброска в 1944 г. десанта во главе с П. Шило-Тавриным).
Роман имел коммерческий успех в Западной Германии. В то же время, в бывшем СССР он часто высмеивается как классический пример «развесистой клюквы».

## Содержание
Летом 1944 года абвер задумал операцию по убийству Сталина, чтобы тем самым добиться перелома в войне. Для операции «Дикие гуси» отобрали десять немецких офицеров балтийского происхождения, все они говорят по-русски. Пройдя тренировку, в том числе проведя несколько дней в концлагерях в роли «советских военнопленных», они получают новые документы, после чего их сбрасывают на парашютах отдельно друг от друга под Москвой. Некоторые из них погибают по дороге, другим удаётся добраться до Москвы и осесть там, и в конце концов они совершают запланированное покушение. Однако они не знают, что у Сталина было несколько двойников, и погибает лишь один из них, тогда как Сталин остаётся в живых. Четырём участникам покушения удалось пережить его, они остались жить в СССР под фальшивыми документами. Один из них в конце концов выдал себя, отбыл наказание в лагерях, а в период «разрядки» 1970-х гг. переехал с семьёй в Западную Германию, где встретил старых друзей по абверу.
Роман начинается в 1978 году с эмиграции семьи Борановых из Москвы в Германию. Отец семейства, Кирилл Семёнович Боранов — на самом деле немец, и в годы войны был капитаном вермахта. Его настоящее имя — Асгард Кюенберг (нем. Asgard Kuehenberg). Когда его личность была раскрыта, он провёл десять лет в сибирском трудовом лагере Колпочево Нарымского трудового района. Он также неоднократно подвергался допросам и пыткам в КГБ. Перед тем, как покинуть страну, их допрашивает представитель КГБ, который выражает глубочайшее презрение к желающему добровольно покинуть «матушку-Россию», поясняет, что этот выезд окончательный и что после этого им больше никогда не разрешат въехать в Советский Союз, но в конце концов вручает выездные документы ему, его жене москвичке Лире Павловне Жаренковой и их детям. В Германии «Боранов» встречается с бывшим сослуживцем Вилли Хехтом, а затем беседует с офицером БНД капитаном Хайнцем Вильдесхагеном, который расспрашивает его о секретной операции вермахта «Дикие гуси».
Далее действие переносится в прошлое, в 1944 г.
Сначала автор кратко знакомит с героями — 10 немецкими офицерами, которые служат на разных участках Восточного и Западного фронтов и не знакомы друг с другом. С каждым из них происходят эпизоды, характерные для военного времени. По непонятным для них причинам их всех отзывают с фронта и привозят в разведшколу в Эберсвальде, где вводят в курс дела и готовят к операции. Общим для них оказывается то, что они все родом из балтийских немцев и хорошо, без акцента могут говорить по-русски.
После того, как их забрасывают в тыл, не всё идёт гладко. Некоторых разоблачают, иногда случайно. Один, к своему несчастью, натыкается на сотрудника НКВД, который когда-то работал в Риге и не раз видел его. Другой становится жертвой несчастного случая (чтобы избежать проверки пропусков, он добирался в Москву в вагоне для скота, и во время бомбардировки испуганные коровы затоптали его). Ещё один при падении ломает кости, его находят лесорубы и как шпиона убивают топорами.
Добравшись до Москвы, выжившие диверсанты довольно быстро обзаводятся московскими подругами и поселяются у них, а также устраиваются на различные работы. Одному удаётся устроиться асфальтоукладчиком в Кремль благодаря протекции своей подруги. Другого чуть не разоблачает офицер НКВД, у которого немец отбивает любовницу — к своему несчастью, он приходит в квартиру любовницы в момент, когда там были и другие диверсанты. Те убивают его и ночью подбрасывают труп в зоопарк на съедение диким животным.
Покушение происходит во время парада — «асфальтоукладчик» бросает бомбу в автомобиль Сталина, едущий на парад, и погибает. Однако в автомобиле находится не сам Сталин, который невредимым приезжает на парад в одной из следующих машин, а один из его двойников. Таким образом, название оказывается ссылкой не только на героев-шпионов, но и иронической аллюзией на двойников.
Сотрудники кремлёвской охраны заинтересованы лишь в том, чтобы сохранить лицо и замести следы. Диверсантов не находят; один из них («Боранов») со временем сам выдаёт себя, чтобы вернуться в Германию даже ценой лагерного срока. Оставшиеся четверо продолжают жить в СССР под фальшивыми документами, и их «больше не следует искать».